# Rue Saint-Jean-Paul-II
La rue Saint-Jean-Paul-II est une voie de la commune française de Cholet (Maine-et-Loire).

## Situation et accès
La rue Saint-Jean-Paul-II, est une rue piétonne située entre le jardin du mail et l'église Notre-Dame. Elle commence rue Saint-Martin et se termine rue des Vieux-Greniers dans le prolongement du parvis Saint-Jean-Paul-II. Au XIIIe siècle elle s'appelle Grand Rue.
Cette voie très étroite a gardé le plus de traces architecturales du passé comme les balcons de fer forgé, les portes et fenêtres à arcades, les fenêtres en œil-de-bœuf, la maison surmontée d'un belvédère et le passage couvert vers le square des Charuelles.
Elle est desservie par les lignes 1, 2, 3 et 6 du réseau urbain Choletbus.

## Origine du nom
Elle est la première rue, en France, à porter le nom du Pape Jean-Paul II,

## Historique
Auparavant dénommée « rue du Commerce » c'est l'une des plus anciennes rues de Cholet.
Elle est renommée « rue Jean-Paul-II » le 11 avril 2005, neuf jours après son décès, à la suite d'une décision du conseil municipal de Cholet le 11 avril 2005.
En octobre 2019, à la suite de la canonisation du pape Jean-Paul II en 2014, elle est renommée « rue Saint-Jean-Paul-II ».